# Plaza (Dakota del Norte)
Plaza es una ciudad ubicada en el condado de Mountrail en el estado estadounidense de Dakota del Norte. En el censo de 2010 tenía una población de 171 habitantes y una densidad poblacional de 58,12 personas por km².

## Geografía
Plaza se encuentra ubicada en las coordenadas 48°1′32″N 101°57′34″O / 48.02556, -101.95944. Según la Oficina del Censo de los Estados Unidos, Plaza tiene una superficie total de 2.94 km², de la cual 2.91 km² corresponden a tierra firme y (1.14%) 0.03 km² es agua.

## Demografía
Según el censo de 2010, había 171 personas residiendo en Plaza. La densidad de población era de 58,12 hab./km². De los 171 habitantes, Plaza estaba compuesto por el 92.98% blancos, el 0% eran afroamericanos, el 1.75% eran amerindios, el 0% eran asiáticos, el 0% eran isleños del Pacífico, el 2.92% eran de otras razas y el 2.34% pertenecían a dos o más razas. Del total de la población el 6.43% eran hispanos o latinos de cualquier raza.